# Centroscymnus
Centroscymnus ist eine Haigattung aus der Familie der Schlafhaie (Somniosidae). Die Typusart ist Centroscymnus coelolepis. Fossil ist die Gattung seit der Oberkreide bekannt.

## Merkmale
Die Gattung Centroscymnus umfasst eine Gruppe von Tiefsee-Haien, die sich durch einen relativ stämmigen Körperbau, eine kurze Schnauze und zwei Rückenflossen mit kleinen Stacheln auszeichnet. Diese Stacheln können manchmal von Haut bedeckt sein und sind damit nicht immer sofort erkennbar. Die zweite Rückenflosse ist annähernd gleich groß wie die erste Rückenflosse. Eine Afterflosse fehlt. Die Schwanzflosse ist asymmetrisch, mit einem langen oberen und einem kurzen gut entwickelten unteren Lobus. Die Färbung ist typischerweise grau- oder schwarzbraun. Die charakteristischen Zähne dieser Gattung sind im Oberkiefer monocuspid (einspitzig) und lanzettförmig. Die Unterkieferzähne sind hoch, zum Gaumen hin geneigt und überlappen sich nur wenig.

## Arten
Die Gattung Centroscymnus umfasst zwei rezente und zwei fossile Arten:
Rezente Arten:
- Portugiesendornhai (Centroscymnus coelolepis (Barbosa du Bocage & Brito Capello, 1864))
- Centroscymnus owstonii (Garman, 1906)

Fossile Arten:
- ✝Centroscymnus praecursor Müller & Schöllmann, 1989
- ✝Centroscymnus schmidi Herman, 1982